# Warsaw (Kentucky)
Warsaw és una població dels Estats Units a l'estat de Kentucky. Segons el cens del 2000 tenia 1.811 habitants.

## Demografia
Segons el cens del 2000, Warsaw tenia 1.811 habitants, 737 habitatges, i 451 famílies. La densitat de població era de 720,9 habitants/km².
Dels 737 habitatges en un 30,8% hi vivien nens de menys de 18 anys, en un 40,2% hi vivien parelles casades, en un 14,9% dones solteres, i en un 38,7% no eren unitats familiars. En el 33,6% dels habitatges hi vivien persones soles el 16,6% de les quals corresponia a persones de 65 anys o més que vivien soles. El nombre mitjà de persones vivint en cada habitatge era de 2,31 i el nombre mitjà de persones que vivien en cada família era de 2,93.
Per edats la població es repartia de la següent manera: un 25,1% tenia menys de 18 anys, un 8,4% entre 18 i 24, un 27,8% entre 25 i 44, un 19,4% de 45 a 60 i un 19,3% 65 anys o més.
L'edat mediana era de 37 anys. Per cada 100 dones de 18 o més anys hi havia 84 homes.
La renda mediana per habitatge era de 25.179 $ i la renda mediana per família de 31.250 $. Els homes tenien una renda mediana de 30.174 $ mentre que les dones 18.164 $. La renda per capita de la població era de 15.340 $. Entorn del 16,8% de les famílies i el 20,3% de la població estaven per davall del llindar de pobresa.

## Poblacions més properes
El següent diagrama mostra les poblacions més properes.